# Centaurium capense
Centaurium capense är en gentianaväxtart som beskrevs av Christopher Edmund Broome. Centaurium capense ingår i släktet aruner, och familjen gentianaväxter. Inga underarter finns listade i Catalogue of Life.